# Почётный гражданин Донецка

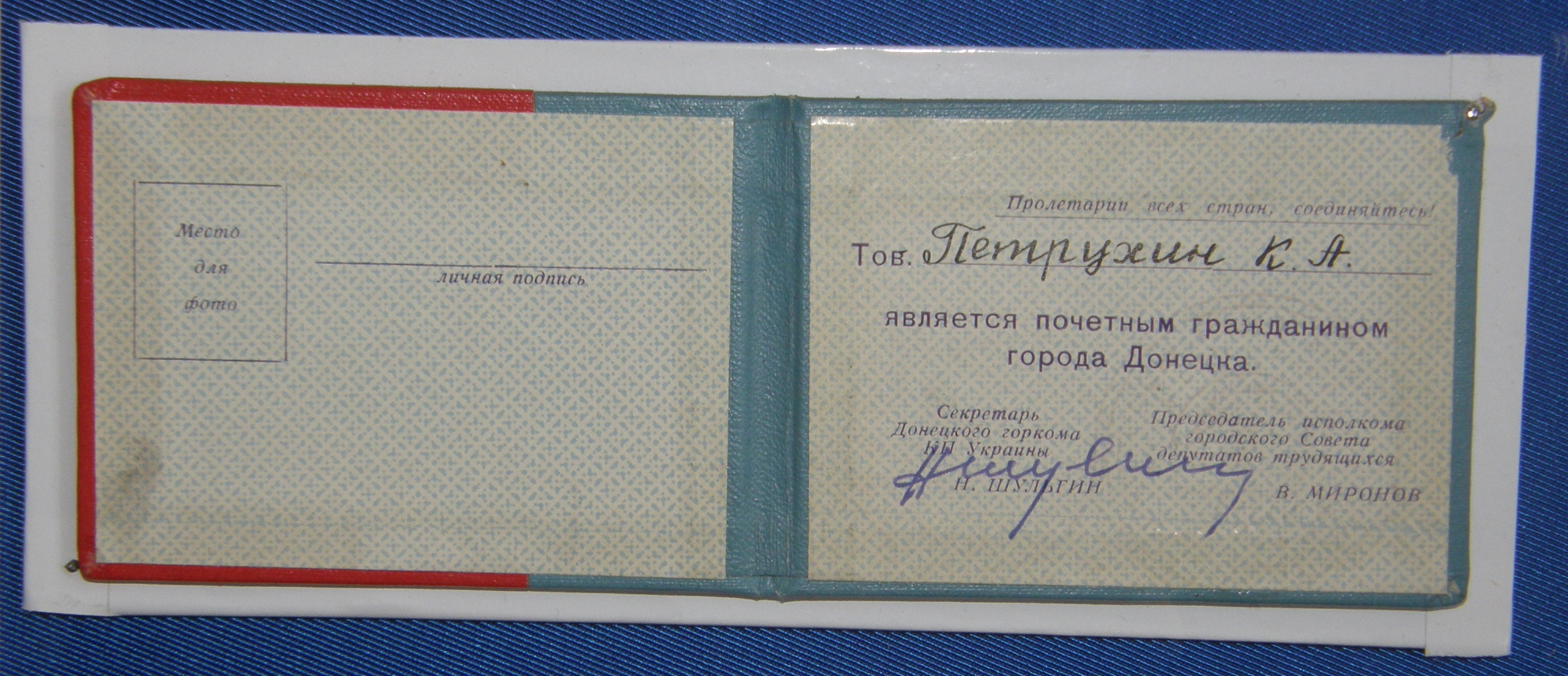
Удостоверение почётного гражданина

Почётный гражданин Донецка — звание, присуждаемое на сессии городского совета Донецка за активное участие в общественно-политической жизни города и высокие трудовые показатели. Звание учреждено 26 января 1969 года решением городского Совета депутатов трудящихся. В Донецке по состоянию на 2012 год было 48 почётных граждан.

## Список почётных граждан Донецка
| Портрет                                                                          | Имя                                  | Год присвоения звания | Сведения о персоне |
| -------------------------------------------------------------------------------- | ------------------------------------ | --------------------- | --- |
|                                                                                  | Колесниченко, Николай Антонович      | 1968                  | |
|                                                                                  | Рыльский-Рыльников, Тимофей Иванович | 1968                  | |
|                                                                                  | Деревянко, Иван Петрович             | 1968                  | |
|                                                                                  | Родяхин, Константин Дмитриевич       | 1968                  | |
|                                                                                  | Петрухин, Кузьма Андреевич           | 1968                  | |
|                                                                                  | Агарков, Михаил Николаевич           | 1968                  | |
|                                                                                  | Антонов, Владимир Семёнович          | 1968                  | |
|                                                                                  | Владычанский, Антон Станиславович    | 1968                  | |
| Мемориальная табличка на доме, в котором жил и работал Павел Андреевич Байдебура | Байдебура, Павел Андреевич           | 1976                  | Также в честь Павла Байдебуры установлена мемориальная доска на доме, в котором он работал. |
|                                                                                  | Стрельченко, Иван Иванович           | 1982 или 1984         | Также в честь Ивана Стрельченко установлена мемориальная доска на доме, в котором он работал. |
|                                                                                  | Соколов, Валентин Павлович           | 1982 или 1984         | Родился в 1931 году в селе Старый Починок. Член КПСС. С 1954 года — на хозяйственной, общественной и политической работе. В 1951—1998 гг. — проходчик, бригадир проходчиков горных выработок шахты № 1 имени Челюскинцев комбината «Донецкуголь» Министерства угольной промышленности Украинской ССР. Указом Президиума Верховного Совета СССР от 30 марта 1971 года присвоено звание Героя Социалистического Труда с вручением ордена Ленина и золотой медали «Серп и Молот». Делегат XXIV съезда КПСС. Умер в Донецке в 1998 году. |
|                                                                                  | Фатеев, Иван Фёдорович               | 1982 или 1987         | |
| Надежда Васильевна Попова                                                        | Попова, Надежда Васильевна           | 1982 или 1987         | |
|                                                                                  | Шутов, Виктор Васильевич             | 1982 или 1987         | |
| Сергей Назарович Бубка                                                           | Бубка, Сергей Назарович              | 1993                  | Также в Донецке установлен памятник Сергею Бубке. |
| Вадим Писарев.                                                                   | Писарев, Вадим Яковлевич             | 1993                  | |
|                                                                                  | Нурмагамбетов, Сагадат Кожахметович  | 1993                  | |
|                                                                                  | Герасименко, Николай Михайлович      | 1993                  | |
|                                                                                  | Блинов, Борис Владимирович           | 1993                  | |
|                                                                                  | Ратников, Николай Нефёдович          | 1993                  | |
|                                                                                  | Ревенко, Тимофей Андреевич           | 1995                  | |
|                                                                                  | Звягильский, Ефим Леонидович         | 1998                  | Также в честь Ефима Звягильского в Донецке названа улица. |
|                                                                                  | Бондарь, Григорий Васильевич         | 1998                  | |
|                                                                                  | Кулага Иван Иванович                 |                       | |
|                                                                                  | Шевченко, Владимир Павлович          | 2000                  | |
|                                                                                  | Лунёв, Николай Стефанович            | 2000                  | Советский государственный и хозяйственный деятель. Работал директором шахты им. М. И. Калинина в Донецке, заместителем Председателя Госснаба УССР, заместителем Председателя Госснаба СССР. Родился 22 февраля 1936 года в с. Мишковичи Кричевского района Могилевская область БССР. В 1943 г. отец погиб на фронте. В 14 лет уехал в г. Сталино (ныне Донецк) УССР. Окончил Рутченковский горный техникум, получил два высших образования в Донецком политехническом и Харьковском юридическом институтах. Работал на общественной работе на должностях от комсорга до первого секретаря Донецкого обкома ЛКСМ Украины. На должности директора шахты им. Калинина г. Донецка проработал 10 лет. После работал начальником управления Министерства угля УССР, заместителем председателя Госснаба УССР и СССР. В 1996 г. организовал и возглавил землячество Донбассовцев в Москве. Был награждён двумя орденами Трудового Красного Знамени, орденом Украины «За заслуги» III степени, орденом Дружбы, орденом «Петра Великого» I степени, 8 медалями, знаком «Шахтерская Слава» трёх степеней, удостоен званий «Почётный работник угольной промышленности», почётный шахтёр СССР. Умер 8 июля 2014 года в Москве. |
|                                                                                  | Чумаченко, Николай Григорьевич       | 2000                  | |
|                                                                                  | Спицин, Владимир Кузьмич             | 2001                  | |
|                                                                                  | Поважный, Станислав Фёдорович        | 2001                  | |
|                                                                                  | Краснянский, Леонид Наумович         | 2001                  | |
|                                                                                  | Мамутов, Валентин Карлович           | 2002                  | |
|                                                                                  | Рыбак, Владимир Васильевич           | 2002                  | |
|                                                                                  | Маслова, Джемма Сергеевна            | 2002                  | |
|                                                                                  | Богатырев, Константин Иванович       | 2003                  | |
|                                                                                  | Пеунов, Вадим Константинович         | 2003                  | |
|                                                                                  | Сургай, Николай Сафонович            |                       | |
|                                                                                  | Ткаченко, Надежда Владимировна       | 2005.                 | |
|                                                                                  | Сомов, Виктор Георгиевич             | 2005                  | |
|                                                                                  | Чайка, Владимир Кириллович           | 2005                  | |
| Елена Гаджиевна Исинбаева                                                        | Исинбаева, Елена Гаджиевна           | 2006                  | |
| Ринат Леонидович Ахметов                                                         | Ахметов, Ринат Леонидович            | 2006                  | |
|                                                                                  | Ландык, Валентин Иванович            |                       | Также в честь Валентина Ландыка в Донецке названа улица. |
| Иосиф Давыдович Кобзон                                                           | Кобзон, Иосиф Давыдович              | 2007.                 | Также в Донецке установлен памятник Иосифу Кобзону. |
| Мирча Луческу                                                                    | Луческу, Мирча                       | 2009.                 | |
|                                                                                  | Бахтеева, Татьяна Дмитриевна         |                       | |
|                                                                                  | Иларион (Шукало)                     |                       | |
|                                                                                  | Колесников, Борис Викторович         | 2012                  | |
|                                                                                  | Смирнов, Виктор Сергеевич            | 2012                  | |